# 908 (číslo)
Devět set osm je přirozené číslo. Římskými číslicemi se zapisuje CMVIII a řeckými číslicemi ϡηʹ. Následuje po čísle devět set sedm a předchází číslu devět set devět.

## Matematika
908 je:
- Deficientní číslo
- Složené číslo
- Nešťastné číslo

## Astronomie
- (908) Buda je název planetky hlavního pásu, která byla objevena v roce 1918 Maxem Wolfem

## Roky
- 908
- 908 př. n. l.